# James Deen
James Deen (született Bryan Matthew Sevilla) Pasadena, Kalifornia, 1986. február 7. –) amerikai pornószínész, színész és filmrendező. 2004-ben kezdte pályafutását 18 évesen, azóta több mint 2000 filmben szerepelt.

## Életrajz

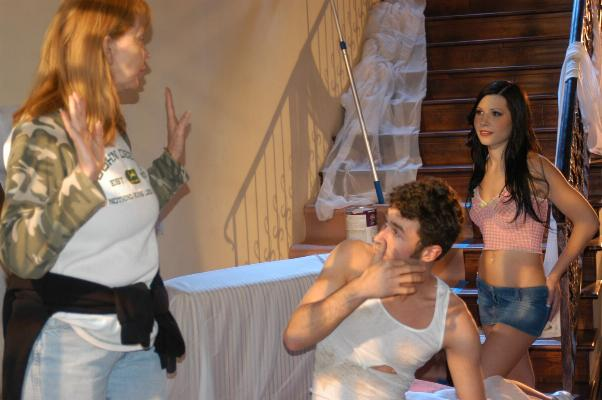
Kelly, Deen és Rebeca a Boneyard forgatásán

James zsidó családba született. 12 évesen látott egy riportot Jenna Jamesonnal, és már akkor elhatározta, hogy ő is pornószínész lesz és ez az érdeklődés a középiskolában is megmaradt. Mindent elkövetett azért, hogy színész lehessen egy pornófilmben. Családját hátrahagyta, és még 18 éves sem volt, amikor hajléktalanná vált. Ekkoriban hatalmas divat volt a Csatorna punk (Gutten punk) szubkultúra melynek az utcánélés, és a tisztátalanság volt a fő jellemzője. Megismerkedett Pamela Peaks big boob modellel, aki beajánlotta Deent a legjobb ügynökségekhez. Eközben egy kávézóban dolgozott, mint pincér. Lakása még ekkor sem volt. Joanna Angel alternatív, punk pornószínésznővel élnek együtt, akivel 2008-ban ismerkedtek meg.

## Pornófilmes karrier
Filmjeiben általában idősebb nőkkel szerepel, de több száz videófilmet készített a Sex and Submission internetes oldalnak is, amely a BDSM pornóra szakosodott. Sokan kritizálták Deen szereplését, egyesek szerint túl hitelesen "kínozza" a nőket.
Filmjeiben általában egy hétköznapi fiút, vagy egy utca-punkot játszik. Közel 2000 filmet készített, $20,000 dollárt keres havonta. Ugyan már magas költségvetésű filmekben is szerepel, pornós karrierjét nem hanyagolja el, s nem hajlandó feladni sem.
Több mint 1405 pornófilmben szerepelt, további 11-et rendezett is.

## Mozifilmes karrier
Színészi tehetségére felfigyelt Hollywood, és szerepet kapott a The Canyons című amerikai erotikus thrillerben, ahol partnere (és filmbeli szeretője) nem más, mint Lindsay Lohan, de szerepet kapott a filmben Gus Van Sant is, ám azt, hogy a színész-rendező milyen szerepet kapott még nem tudni. A filmet 2013-ban mutatják be, hatalmas várakozás övezi.
Felröppentek olyan pletykák, hogy Lohan és Deen a való életben is szeretőkké váltak, ám ezt mind ketten cáfolták. Lindsay a női nemhez való vonzódására, Deen pedig párkapcsolatára hivatkozott cáfolatában. Deen egyre nagyobb figyelmet kapott a médiában, várhatóan újabb filmekben tűnik majd fel.

## Díjai

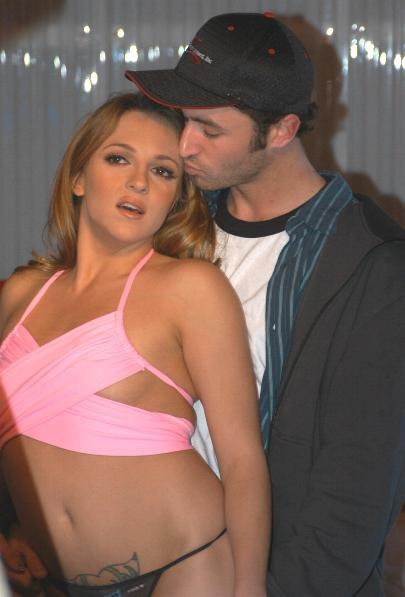
Lexi Love és Deen az eXXXtra forgatásán.

- 2008 – XRCO Awards (Unsung Swordsman)
- 2008 – XRCO Awards (Best On-Screen Chemistry)
- 2009 – AVN Awards (Az év férfi pornósztárja)
- 2009 – XBIZ Awards (Az év férfi pornósztárja)
- 2010 – XBIZ Awards (Az év férfi pornósztárja)
- 2013 – AVN Awards (Az év férfi pornósztárja)

További 90 díjra jelölték.
2013-ra több jelölést is díjra válthat, köztük a legnevesebb felnőttfilmes díjakat is mint az XBIZ Awards és az AVN Awards.

## További információ
- Hivatalos oldal
- James Deen a PORT.hu-n (magyarul)
- James Deen az Internetes Szinkronadatbázisban (magyarul)
- James Deen az Internet Movie Database-ben (angolul)
- James Deen a Rotten Tomatoeson (angolul)